# Rajdowy Puchar Pokoju i Przyjaźni 1971
Rajdowy Puchar Pokoju i Przyjaźni 1971 kolejny sezon serii rajdowej Rajdowego Pucharu Pokoju i Przyjaźni (CoPaF) rozgrywanej w krajach socjalistycznych w roku 1971. Sezon ten składał się z pięciu rajdów i rozpoczął się 28 maja, a zakończył 5 października, zespołowo wygrała drużyna Czechosłowacji. 

## Kalendarz[1]
| Runda | Data             | Nazwa rajdu             | Baza rajdu  | Nawierzchnia | Zwycięzca        | Wyniki |
| ----- | ---------------- | ----------------------- | ----------- | ------------ | ---------------- | ------ |
| 1     | 28-30 maja       | 2. Rajd Złote Piaski    |             | Mieszana     | Ilija Czubrikow  | Wyniki |
| 2     | 15-17 lipca      | 31. Rajd Polski         | Kraków      | Asfalt       | Sobiesław Zasada | Wyniki |
| 3     | 28-29 sierpnia   | 10. Rajd Cordatic       | Nyíregyháza | Mieszana     | Attila Ferjáncz  | Wyniki |
| 4     | 10-11 września   | 3. Rajd Slovensko Nitra | Nitra       | Mieszana     | ?                | Wyniki |
| 5     | 3-5 października | 14. Rajd Wartburga      | Eisenach    | Mieszana     | Peter Hommel     | Wyniki |

## Klasyfikacja zespołowa[2]
| Miejsce | Zespół         | Punkty |
| ------- | -------------- | ------ |
| 1       | Czechosłowacja | 37     |
| 2       | NRD            | 33     |
| 3       | Bułgaria       | 27     |
| 4       | Węgry          | 24     |
| 5       | Polska         | 18     |

Zawodnicy Radzieccy wzięli udział tylko w trzech rajdach.